# Neodicladiella flagellifera
Neodicladiella flagellifera là một loài Rêu trong họ Meteoriaceae. Loài này được (Cardot) Huttunen & D. Quandt mô tả khoa học đầu tiên năm 2007.